# Хофстеттер, Уго
Уго Хофстеттер (фр. Hugo Hofstetter); (род. 13 февраля 1994, Альткирш) — французский профессиональный шоссейный велогонщик, выступающий  c 2020 года за команду мирового тура «Israel Start-Up Nation».

## Достижения
2014
6-й Париж — Тур U23
2015
1-й  Чемпион Франции — Групповая гонка U23
3-й Париж — Рубе U23
2016
7-й Ля Ру Туранжель
2017
3-й Классик Луар-Атлантик
5-й Гран-при Соммы
10-й Тро-Бро Леон
2018
1-й UCI Europe Tour
1-й Велошоссейный кубок Франции
1-й — Этап 1 Тур де Эна
2-й Гран-при Денена
3-й Нокере Курсе
3-й Elfstedenronde
4-й Тро-Бро Леон
4-й Классика Альмерии
4-й Халле — Ингойгем
6-й Классик Луар-Атлантик
8-й Три дня Брюгге — Де-Панне
8-й Гран-при Фурми
9-й Париж — Камамбер
2019
2-й Гран-при Ефа Схеренса
3-й Trofeo Palma
4-й Схелдепрейс
4-й Халле — Ингойгем
5-й Эшборн — Франкфурт
5-й Тур Дренте
5-й Нокере Курсе
10-й Гран-при Фурми
2020
1-й Ле-Самен
6-й Кюрне — Брюссель — Кюрне